# Herbsleben
Herbsleben est une commune allemande de l'arrondissement d'Unstrut-Hainich, Land de Thuringe.

## Géographie
Herbsleben se situe sur l'Unstrut.
La commune comprend les quartiers de Herbsleben et Kleinvargula.
| Urleben     | Bad Tennstedt | Ballhausen |
| Großvargula | Herbsleben    | Gebesee    |
| Döllstädt   | Dachwig       |            |

## Histoire
Herbsleben est mentionné pour la première fois en 780 sous le nom de Herefridesleiben. Un château-fort sur le site du château démoli en 1958 était là pour la sécurité des routes alentour, notamment la route commerciale du Harz à Arnstadt à travers la forêt de Thuringe.
En 1554, Bernhard von Mila, amiral suédois, commandant du château de Grimmenstein, achète le château de Herbsleben. En 1589, il le revend à Hans et Wilhelm von Kerstlingerode. La reconstruction du château commence en 1554 et se finit vers 1600. En 1627, le château est détruit et reconstruit immédiatement. Il brûle de nouveau lors de la guerre de Trente Ans. En 1647, Ernest de Saxe-Gotha rachète le domaine à la famille von Carlowitz. La reconstruction du château dure dix ans.
Le château est démoli en 1958 par l'autorité est-allemande.

## Personnalités liées à la commune
- Valentin Thau (1531-1575), mathématicien et astronome
- Heinrich Albert Zachariä (1806-1875), homme politique allemand